# Eufriesea atlantica
Eufriesea atlantica är en biart som beskrevs av Nemésio 2008. Eufriesea atlantica ingår i släktet Eufriesea, tribus orkidébin, och familjen långtungebin. Inga underarter finns listade.